# جمهرة العمليات الخاصة للشرطة (الجزائر)
جمهرة العمليات الخاصة للشرطة (GOSP) هم فرقة نخبة الشرطة الجزائرية. أنشئت الوحدة في جويلية 2016، وتشارك في جميع أنحاء الجزائر في مكافحة جميع أشكال الجريمة والإرهاب واحتجاز الرهائن.

## تاريخ
أعلن عنها في الذكرى 54 لتأسيس الشرطة الجزائرية المصادف لتاريخ 22 جويلية من سنة 2016 لولاية وهران. أسست في إطار التحديات التي يعرفها العالم حاليا وفي ظل الرهانات اليومية على المستوى الإقليمي والدولي ومع التطور والانتشار السريع للجريمة بكل أشكالها وأنواعها تحتم على الأجهزة الأمنية مجابهة هاته الأخطار وعلى رأسها وعلى ضوء هذه المعطيات تكون قدخلت المديرية العامة للأمن الوطني مرحلة جديدة شعارها النوعية وذلك تماشيا مع المرحلة الراهنة. وفي ضل كل هذا أقر السيد المدير العام للأمن الوطني إنشاء الجمهرة للعمليات الخاصة للشرطة وذلك في ايطار عصرنة الجهاز وتنظيم مهام الشرطة لاستباق واستشراف التحديات الأمنية حماية للمواطن وممتلكاته وترسيخ الشعور الأمن لديه.
جمهرة العمليات الخاصة للشرطة الجزائرية هي تسمية معتمدة مسبقا ضمن صفوف الأمن الوطني وهي تُشير إلى تجميع الوحدات داخل هيكل قايدي واحد وهي قوة مشكلة من نخبة قوات الشرطة أفرادها يتمتعون بتدريب قتالي عالي المستوى مجهزين بأجهزة ووسائل خاصة توكل لهم مهام وعمليات خاصة كما يتميز أفرادها بجاهزية قتالية عالية مستعدون للعمل في كل الظروف وفي كل حدود الاختصاص الإقليمي للأمن الوطني موضوعة تحت السلطة المباشرة لمدير الشرطة القضائية لا يمكن لها التنقل أو العمل إلا بأمر صريح من المدير العام للأمن الوطني ولا تتدخل إلا بأمر من القيادة العليا لها حسب السلم التصاعدي.

## المهام
يعملون على حدود الاختصاص الإقليمي للأمن الوطني موضوعة تحت السلطة المباشرة لمدير الشرطة القضائية لا يمكن لها التنقل أو العمل إلا بأمر صريح من المدير العام للأمن الوطني ولا تتدخل إلا بأمر من القيادة العليا لها حسب السلم التصاعدي.
أوكلت لهذه الفرقة المهام الخاصة والنوعية كالتصدي للتهديدات ذات الطابع الإرهابي وإنجاز العمليات الحساسة كتحرير الرهائن ومحاربة الجرائم المنظمة العابرة للحدود والقارات.
اسندت إلى جمهرة العمليات الخاصة عمليات خاصة مقارنة بالمهام الاعتيادية لهياكل باقي الشرطة الأخرى هذه المهام تتمثل في:
- مكافة كل أشكال الجرائم الخطيرة والمعقدة مثل:

1. احتجاز الرهائن
2. اختطاف الطائرات

- التدخل عند حدوث مساس خطير بالنظام العام يستدعي استعمال وسائل وتقنيات خاصة
- تقديم مساهمة عملياتية للمصالح المكلفة بالوقاية وقمع الجريمة المنظمة
- المساهمة في تكوين وظيف الشرطة وتدريبهم في إيطار نشاطاتها الخاصة

## تدريبات أفراد الجمهرة الخاصة
تعتمد جمهرة العمليات الخاصة تدريبات متنوعة صعبة وشاقة تتطلب القدرة البدنية الكبيرة والإستعداد النفسي العالي والتحكم الجيد في الذات، هذه التدريبات النهارية والليلية تكون معقدة وقريبة من الواقع حتى يتمكن عنصر الجمهرة من مجابهة الوضعيات الحرجة بإحترفية عالية وسرعة وفعالية في التدخل.